# 안유진 (1981년생 가수)
안유진(1981년 6월 22일 ~ )은 대한민국의 가수이다.

## 경력
- 2000년 ~ 2012년 그룹 '스페이스 A' 멤버